# Vilanova de Bellpuig (kommun)
Vilanova de Bellpuig är en kommun i Spanien.   Den ligger i provinsen Província de Lleida och regionen Katalonien, i den östra delen av landet, 400 km öster om huvudstaden Madrid. Antalet invånare är 1 213.